# 長岡京市立長岡第三中学校
長岡京市立長岡第三中学校（ながおかきょうしりつ ながおかだいさんちゅうがっこう）は、京都府長岡京市勝竜寺にある公立中学校。1976年（昭和51年）に長岡京市立長岡中学校より長岡第三中学校として分離独立し開校。略称「三中」、「長三中」、「N3」。

## 沿革
1971年に策定された「長岡町総合計画」では、1960年代から始まった人口急増の結果、将来的に町立中学校が4校必要であるとの計画を立てていた。1973年には市の北部（長岡町は1972年に市制施行）に長岡第二中学校が開校する予定であったが、長岡中学校の過密解消には至らないとされた。そのため、1972年10月ごろから第三中学校の開設準備が始められた。当初1975年の開校が予定されていたが、第一次石油危機（1973年）による不況で市の財政が悪化したため、1年延期されて1976年4月の開校となった。場所は長岡第八小学校北側の恵解山古墳に隣接する土地で、翌年には3学年がそろった。

### 年表
- 1976年（昭和51年）4月 - 長岡中学校より分離独立し開校
- 1990年（平成2年）9月 - LL教室設置
- 1992年（平成4年）8月 - コンピューター教室設置
- 1995年（平成7年）3月 - 武道場竣工
- 2000年（平成12年）9月 - コンピュータ機器を更新
- 2004年（平成16年）10月 - 米国マサチューセッツ州アーリントン・オトソン中学校と姉妹校を提携
- 2005年（平成17年）7月 - 米国マサチューセッツ州アーリントン・オトソン中学校より友好訪問団が長岡京市を訪問
- 2006年（平成18年）
  - 4月 - 学校選択制度運用開始
  - 4月 - 国際理解教育推進事業として、友好姉妹都市・アーリントンの友好訪問団と長岡京市立中学校の生徒による友好姉妹都市訪問団が相互に訪問
  - 10月 - コンピュータ機器を更新
- 2008年（平成20年）9月 - 普通教室にエアコンを設置

## 学校行事
- 4月 … 入学式
- 5月 … 修学旅行
- 10月 … 体育祭
- 10月 … 文化祭（三中祭）
- 3月 … 卒業式

## 部活動
体育系
- サッカー部
- 硬式野球部
- バレーボール部
- 陸上競技部
- バスケットボール部
- ソフトテニス部
- 剣道部
- 卓球部
- バドミントン部
- 水泳部

部活動の成績
陸上競技部　乙訓大会【総合優勝・男子優勝・女子3位】　山城大会【総合準優勝•男子準優勝】
乙訓新人大会【総合・男子・女子優勝】
バドミントン部　近畿大会【男子優勝】　全国大会出場【男子】　山城大会【男子優勝・女子出場】
卓球部　乙訓大会【男子団体優勝】　山城大会【男子団体優勝】　京都府大会【男子団体優勝】
近畿大会【男子団体出場】　乙訓新人大会【男子団体優勝】　
大津市総合卓球総合大会【男子団体優勝】
吹奏楽部　京都府吹奏楽コンクール【11年連続金賞】　
京都府アンサンブルコンテスト【8年連続金賞】
文化系
- 美術部
- 吹奏楽部
- 家庭科部

かつてあったと思われる部
- ソフトボール部
- 柔道部

陸上競技部、バドミントン部、卓球部、吹奏楽部は市内でも強く、優秀な成績を収めている。

## 基本的な通学区域
- 長岡京市立長岡第四小学校の校区（阪急京都本線以東の地域）
- 長岡京市立長岡第八小学校の校区（全域）
- 長岡京市立長岡第九小学校の校区（全域）

## 周辺施設
- 長岡京市立長岡第八小学校
- 恵解山古墳
- 立命館高等学校
- 勝竜寺城

## 交通アクセス
- JR東海道本線 長岡京駅下車
- 阪急京都本線 長岡天神駅、西山天王山駅下車

## 主な出身者
- 海堀あゆみ - 女子プロサッカー選手、元日本代表
- 小原明大 - 長岡京市議会議員
- 山西利和 - 競歩日本代表

## 通学区域が隣接している学校
- 長岡京市立長岡中学校
- 長岡京市立長岡第四中学校
- 大山崎町立大山崎中学校
- 京都市立大淀中学校
- 京都市立神川中学校
- 向日市立勝山中学校